# Árni Magnússon-institutet för isländska studier
Árni Magnússon-institutet för isländska studier (isländska: Stofnun Árna Magnússonar í íslenskum fræðum, eller bara Árnastofnun i vardagligt tal) är ett akademiskt institut i Reykjavik, Island. Institutets huvuduppgift är att bevara och studera isländska manuskript från medeltiden. En del av institutets samlingar, bl.a. Flatöboken, finns på en permanent utställning på Safnahúsið, Museihuset.
Institutet är uppkallat efter den isländske filologen Árni Magnússon (1663-1730) som ägnade sitt liv åt att finna och ta vara på gamla norröna manuskript och skriftsamlingar.

## Historia
Då Island fick en viss självständighet från de danska myndigheterna 1904 krävde det isländska parlamentet, alltinget, att danskarna skulle ge tillbaka de isländska manuskript som Árni Magnússon hade hittat, samlat in och fraktat till Köpenhamn på slutet av 1600-talet. 1927 blev några av dessa tillbakalevererade och ett institut grundades under namnet Handritastofnun Íslands (Islands manuskriptinstitut). 1972, efter att de flesta manuskripten hade lämnats tillbaka, ändrade institutet namn till Stofnun Árna Magnússonar á Íslandi. 2006 bytte institutet åter namn till dess nuvarande Árni Magnússon-institutet för isländska studier, i samband med att den slogs samman med bl.a. Örnefnastofnun Íslands och Stofnun Sigurðar Nordals. Institutet är en oberoende stiftelse, men har täta förbindelser och administreras i samarbete med Islands universitet.

## Lokalisering

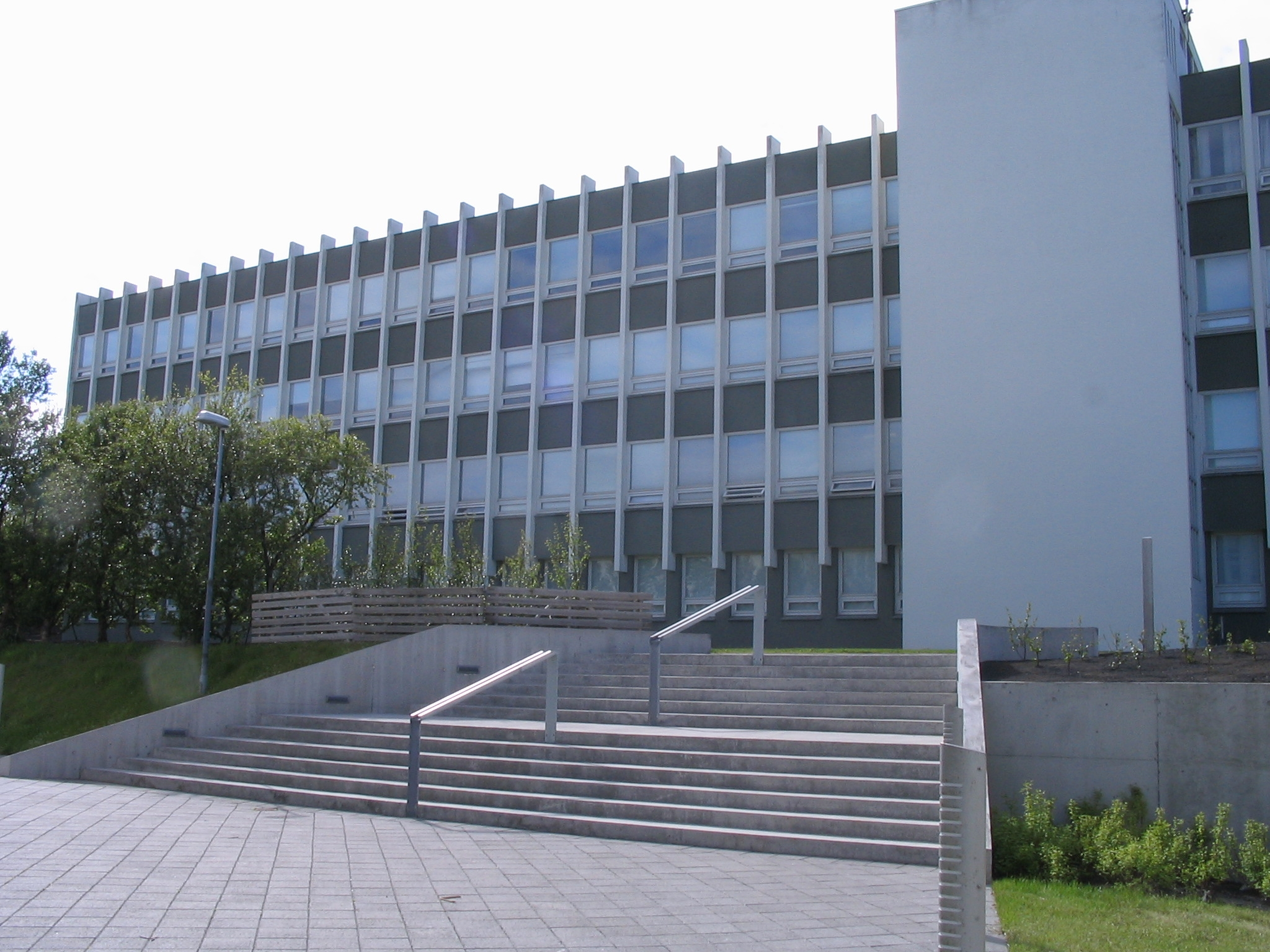
Byggnaden Árnagarður på Islands universitets campusområde (2009).

Institutet har sitt huvudkontor i byggnaden Árnagarður på Islands universitets område vid Suðurgata i Reykjavik. Internationella avdelningen ligger på Þingholtsstræti och kontoret för språkvård, ordboksarbetet och ortnamnsarkivet ligger på Laugavegur, båda i Reykjavik.

## Samarbete med Islands universitet
Institutet samarbetar med Islands universitet (Háskóli Íslands) på flera områden. Undervisningen i isländska som andraspråk vid universitetet är ett samarbete med institutet, liksom sommarkurser i isländskt språk och kultur och webbkursen Icelandic Online.

## Skriftsamlingar
Institutet bevarar en rad historiskt och kulturellt viktiga manuskript, bland annat:
- AM 113 fol (Isländingaboken)
- AM 132 fol (Möðruvallabók)
- AM 371 4to (en del av Hauksbok, innehållande Landnamsboken och Kristningssagan)
- GKS 1005 fol (Flatöboken)